# Alain Noury
Alain Jean Bourdon-Noury, più semplicemente conosciuto come Alain Noury (Parigi, 4 novembre 1945), è un attore francese.

## Biografia
Esordì al cinema nel 1967 nel ruolo del temerario Frantz de Galais nel film I verdi anni della nostra vita, diretto da Jean-Gabriel Albicocco e tratto dal celebre romanzo Il grande Meaulnes. Grazie ad alcune coproduzioni, nel giro di pochi anni divenne una giovane promessa del cinema europeo, senza tuttavia riuscire mai a ottenere un grande successo. 
In Italia recitò nel 1969 nel ruolo di uno studente universitario in Plagio, film che fu oggetto di scandalo e sequestrato per oltraggio al pudore. Nello stesso anno girò a Ferrara il film Giovinezza giovinezza, dall'omonimo romanzo di Luigi Preti. In seguito, grazie alla disinvoltura nel recitare scene di nudo, trovò spazio in diversi film controversi, in cui spesso predominava l'elemento erotico. Lo ritroviamo ad esempio nel film Sex Power nel ruolo di un giovane che viaggia attraverso gli Stati Uniti al fianco di due ragazze nella libertà sessuale del periodo hippie; alla ricerca della verità sulla morte del padre in Nessuna pietà: uccidetelo!; nell'horror-erotico Femmine carnivore, nel ruolo dell'amante omosessuale di Helmut Berger ne Il bel mostro, ne I piaceri della contessa Gamiani, per finire nel cast di Histoire d'O, celebre classico del filone erotico.
Dopo aver sposato una donna di nazionalità serba ed essersi convertito per lei alla religione ortodossa, Noury lavorò a partire dal 1975 per diverse coproduzioni franco-jugoslave, prima di abbandonare l'attività nel 1990 con Ultimo valzer a Sarajevo, uno degli ultimi film prodotti prima della dissoluzione dell'allora Repubblica Federale di Jugoslavia. 
Noury ha avuto una figlia, Héloïse Bourdon, ballerina classica.

## Filmografia
- I verdi anni della nostra vita (Le grand Meaulnes), regia di Jean-Gabriel Albicocco (1967)
- Plagio, regia di Sergio Capogna (1969)
- Giovinezza giovinezza, regia di Franco Rossi (1969)
- Sex Power, regia di Henry Chapier (1970)
- Nessuna pietà: uccidetelo! (Und Jimmy ging zum Regenbogen), regia di Alfred Vohrer (1970)
- Femmine carnivore (Die Weibchen) , regia di Zbyněk Brynych (1970)
- Il bel mostro, regia di Sergio Gobbi (1971)
- Und der Regen verwischt jede Spur (t.l. E la pioggia cancella ogni traccia), regia di Alfred Vohrer (1972)
- Professione: avventurieri (Profession : Aventuriers), regia di Claude Mulot (1973)
- Il protettore (Le Protecteur), regia di Roger Hanin (1974)
- I piaceri della contessa Gamiani, regia di Rinaldo Bassi (1974)
- Histoire d'O, regia di Just Jaeckin (1975)
- Врхови Зеленгоре (t.l. Le cime dello Zelengora), regia di Zdravko Velimirović (1976)
- Сезона мира у Паризу (t.l. Una stagione di pace a Parigi), regia di Predrag Golubović (1981)
- Опасни траг (t.l. Pista pericolosa), regia di Miomir Miki Stamenković (1984)
- Лепота порока (t.l. La bellezza del peccato), regia di Živko Nikolić (1986)
- Искушавање ђавола (t.l. Provocare il diavolo), regia di Živko Nikolić (1989)
- Последњи валцер у Сарајеву (t.l. Ultimo valzer a Sarajevo), regia di Nikola Stojanovic (1990)